# Tulipomanía

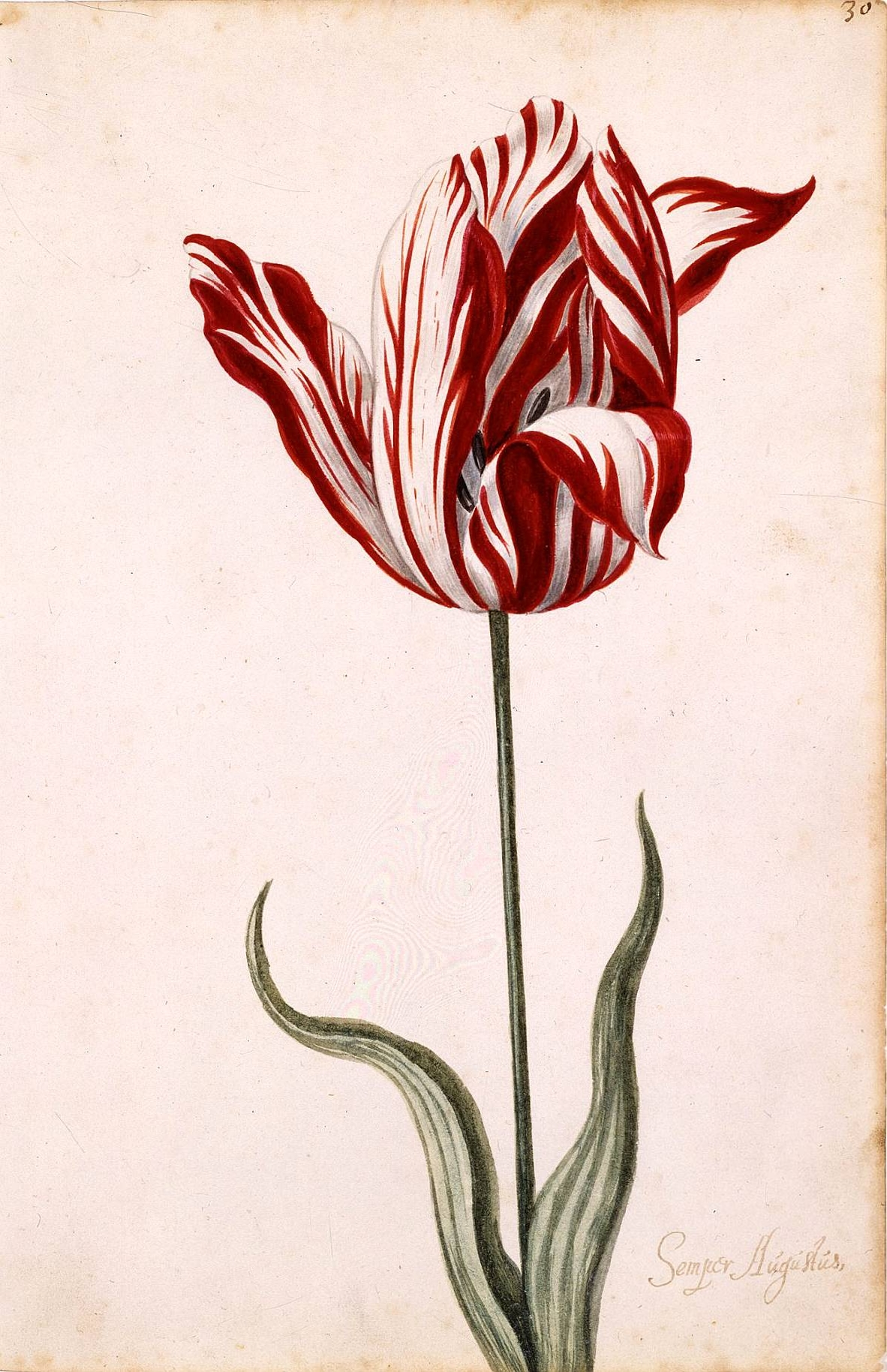
Acuarela anónima del del Semper Augustus, el bulbo más famoso, vendido por un precio récord de 6000 florines.

La tulipomanía (tulpenmanie en neerlandés) o crisis de los tulipanes fue un periodo de euforia especulativa que se produjo en los Países Bajos en el siglo XVII, en los años anteriores a 1637. El objeto de especulación fueron los bulbos de tulipán, cuyo  precio llegó a alcanzar niveles desorbitados, dando lugar a una gran burbuja económica y una crisis financiera. En el estudio de la economía, se le considera la primera burbuja económica de la historia. 

El relato de estos acontecimientos fue popularizado por el periodista escocés Charles Mackay, que lo reflejó en su libro Memorias de extraordinarias ilusiones y de la locura de las multitudes (1841).

## Causas
Varios factores explican el origen de la tulipomanía neerlandesa. Por un lado, el éxito de la Compañía Neerlandesa de las Indias Orientales y la prosperidad comercial de los Países Bajos, y por otro, el gusto por las flores, especialmente las exóticas, que se convirtieron en objeto de ostentación y símbolo de riqueza.
A su vez, y por razones que en aquel tiempo se desconocían, los tulipanes cultivados en los Países Bajos sufrían variaciones en su apariencia, naciendo así los tulipanes multicolores, irrepetibles, lo que aumentaba su exotismo y por tanto su precio. Hoy se sabe que la causa de ese fenómeno era un parásito de la flor, el pulgón, que transmite un tipo de virus llamado potyvirus a la planta conocido como virus del mosaico del tulipán.

## Introducción del tulipán en Europa

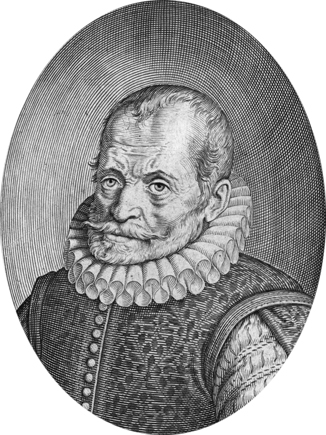
Charles de l'Écluse, conocido como Carolus Clusius, introductor del tulipán en los Países Bajos.

El tulipán —procedente de la actual Turquía, entonces Imperio otomano, donde tenía connotaciones sagradas y adornaba los trajes de los sultanes— fue introducido en los Países Bajos en 1559. De hecho, la palabra «tulipán» procede del francés turban, deformación del turco otomano tülbent, viniendo este término del persa dulband y significando todos turbante. 
Aunque han sido halladas evidencias del uso ornamental en el al-Ándalus del siglo XI que indican una introducción en Europa más remota en el tiempo, la versión tradicional atribuye su difusión al embajador austríaco en Turquía, Ogier Ghislain de Busbecq, en el siglo XVI. Ogier era un floricultor entusiasta, y cuando regresó a Europa en 1544 llevó consigo algunos bulbos a los Jardines Imperiales de Viena. En 1593 el destacado botánico flamenco Carolus Clusius dejó su trabajo en los Jardines Imperiales para tomar un cargo de profesor de botánica en Leiden (Países Bajos), hasta donde llevó una colección de bulbos de tulipanes que crearon un gran interés y entusiasmo.

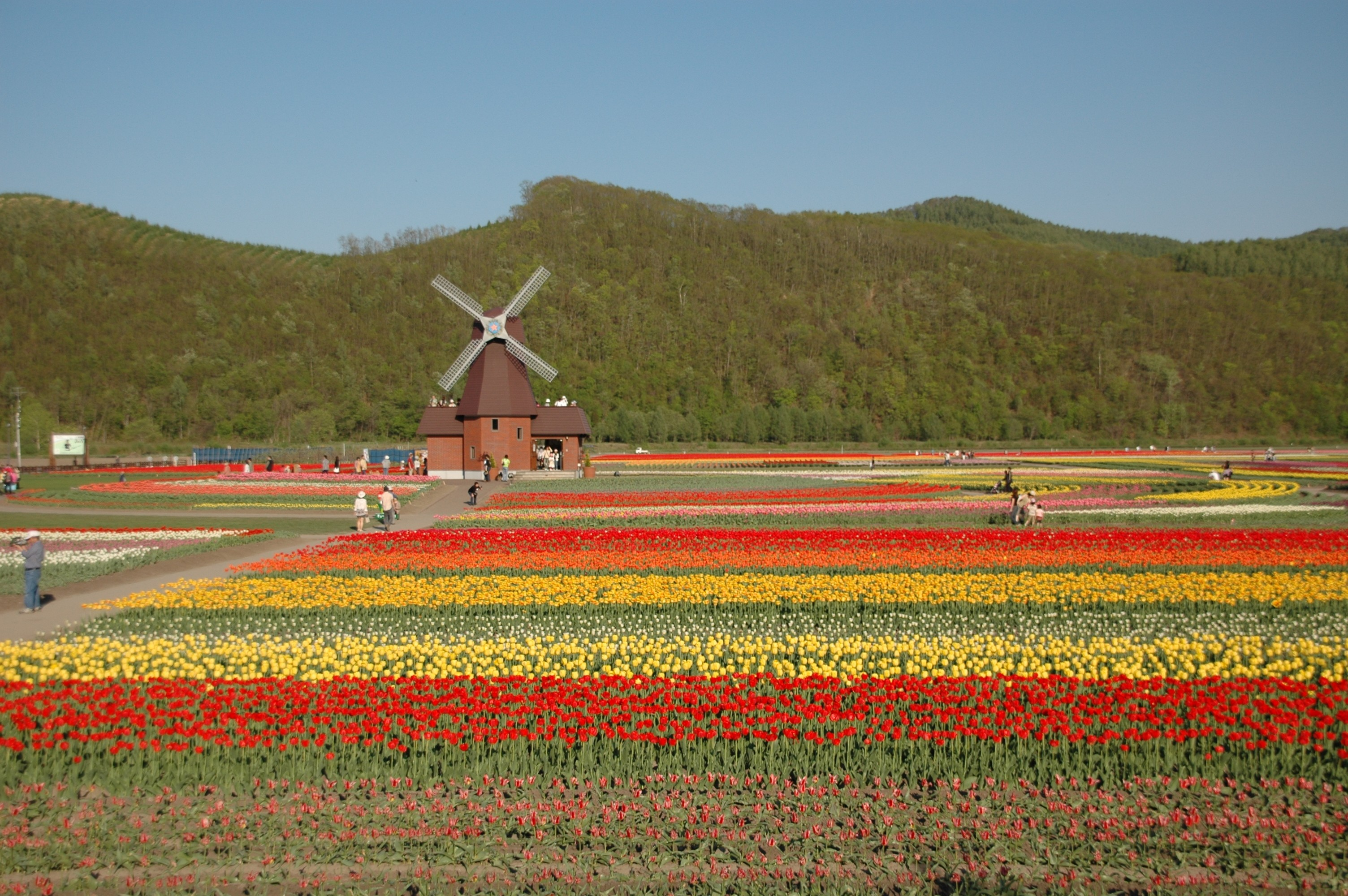
Campo de tulipanes en Yūbetsu, Hokkaidō, Japón

Clusius comenzó a cultivar tulipanes de variedades exóticas: sin embargo, celoso de su colección, los mantenía guardados. Pero una noche alguien penetró en su jardín y robó sus bulbos. El suelo arenoso neerlandés, ganado al mar, resultó ser el idóneo para el cultivo de la planta, y el tulipán se extendió por todo el territorio.
Para mucha gente los tulipanes pueden parecer inútiles, sin olor ni aplicación medicinal, floreciendo solo una o dos semanas al año. Pero los jardineros neerlandeses apreciaban los tulipanes por su belleza, y muchos pintores lo preferían como motivo para sus cuadros.

## El alza de precio

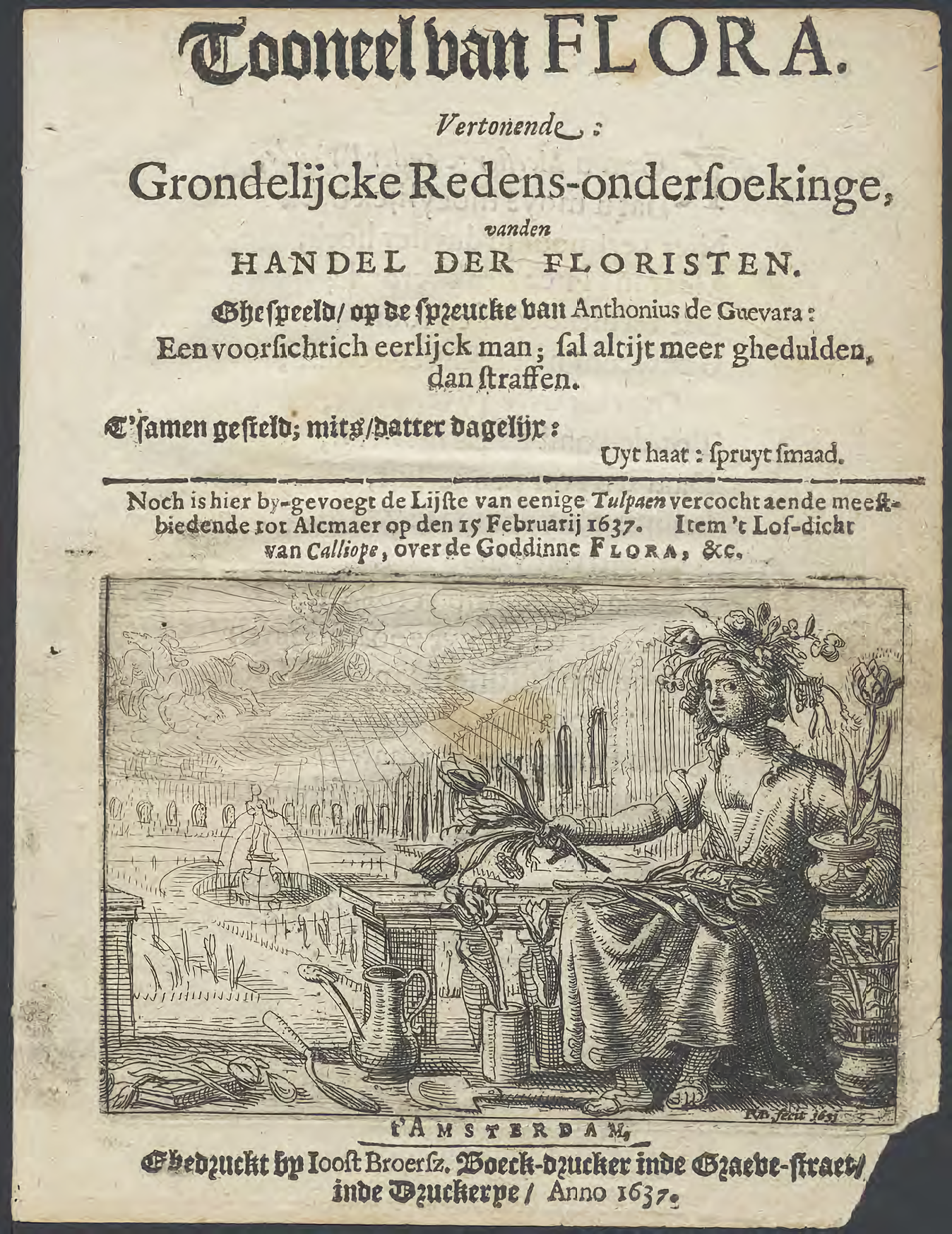
Panfleto acerca de la tulipomanía impreso en 1637

A pesar de que se intentó controlar el proceso por el cual los tulipanes monocromos se convertían en multicolores, los horticultores neerlandeses no fueron capaces de lograrlo, de manera que lo aleatorio del exotismo contribuyó a elevar progresivamente el precio de cada bulbo. Las variedades más raras eran bautizadas con nombres de personajes ilustres y almirantes de prestigio. En la década de 1620 el precio del tulipán comenzó a crecer a gran velocidad. Se conservan registros de ventas absurdas: lujosas mansiones a cambio de un solo bulbo, o flores vendidas a cambio del salario de quince años de un artesano bien pagado. En 1623 un solo bulbo podía llegar a valer 1000 florines neerlandeses: una persona normal en los Países Bajos tenía unos ingresos medios anuales de 150 florines. Durante la década de 1630 parecía que el precio de los bulbos crecía ilimitadamente y todo el país invirtió cuanto tenía en el comercio especulativo de tulipanes. Los beneficios llegaron al 500 %.

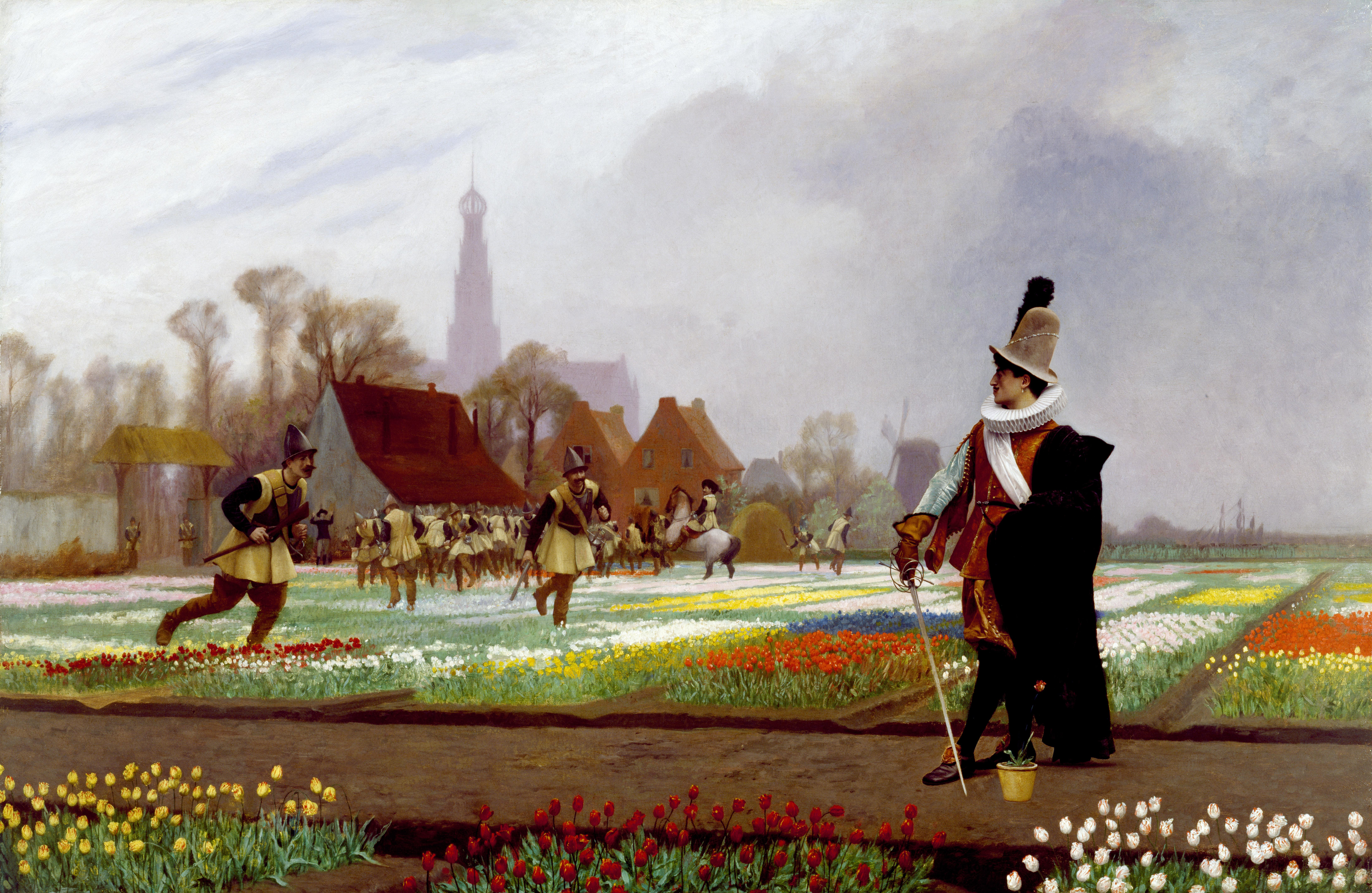
Pintura sobre la tulipomanía, de Jean-Léon Gérome (1882): un noble vigila una floración excepcional mientras los soldados pisotean los campos de tulipanes, en un vano intento de estabilizar el mercado de los tulipanes limitando la oferta.

En 1635 se vendieron 40 bulbos por 100 000 florines. A efectos de comparación, una tonelada de mantequilla costaba 100 florines, y ocho cerdos, 240 florines. Un bulbo de tulipán llegó a ser vendido por el precio equivalente a 24 toneladas de trigo. El récord de venta lo batió el Semper Augustus: 6000 florines por un solo bulbo, en Haarlem.
En 1636 se declaró una epidemia de peste bubónica que diezmó a la población neerlandesa. La falta de mano de obra multiplicó aún más los precios, y se generó un irresistible mercado alcista. Tal fue la fiebre, que se creó un mercado de futuros, a partir de bulbos aún no recolectados. Ese fenómeno fue conocido como windhandel (‘negocio de aire’), y se popularizó sobre todo en las tabernas de las pequeñas ciudades, a pesar de que un edicto estatal de 1610 había prohibido el negocio por las dificultades de ejecución contractual que generaba. Pese a la prohibición, los negocios de este tipo continuaron entre particulares. Los compradores se endeudaban y se hipotecaban para adquirir las flores, y llegó un momento en que ya no se intercambiaban bulbos sino que se efectuaba una auténtica especulación financiera mediante notas de crédito. Se publicaron extensos y bellos catálogos de ventas, y los tulipanes entraron en la bolsa de valores. Todas las clases sociales, desde la alta burguesía hasta los artesanos, se vieron implicados en el fenómeno, donde los tulipanes rojos eran más valiosos que los amarillos.
Charles Mackay cuenta una historia de la época:

Evolución del precio del tulipán en Holanda entre el 12 de noviembre de 1636 y el 1 de mayo de 1637.

"Un rico mercader había pagado 3000 florines por un raro tulipán, Semper Augustus, y éste desapareció de su depósito. Tras buscarlo vio a un marinero (que había confundido el bulbo con una cebolla) comiéndose el tulipán. El marinero fue detenido de inmediato y condenado a seis meses de prisión".

## Final de la burbuja
El 5 de febrero de 1637, un lote de 99 bulbos de tulipanes de gran rareza se vendió por 90 000 florines: fue la última gran venta de tulipanes. Al día siguiente se puso a la venta un lote de medio kilogramo por 1250 florines sin encontrarse comprador. Entonces la burbuja estalló. Los precios comenzaron a caer en picado y no hubo manera de recuperar la inversión: todo el mundo vendía y nadie compraba. Se habían contraído enormes deudas para comprar flores que ahora no valían nada. Las bancarrotas se sucedieron y golpearon a todas las clases sociales. La falta de garantías de ese curioso mercado financiero, la imposibilidad de hacer frente a los contratos y el pánico llevaron a la economía neerlandesa a la quiebra.

## El cuestionamiento del mito
La escritora Anne Goldgar en su libro "Tulipmania" y las investigaciones más recientes de los periodistas Lizzy McNeill y Sachin Croker sugieren la conclusión que en realidad "hemos malinterpretado el comercio de los tulipanes". Si bien es cierto que lograron  alcanzar precios en niveles récord en 1636 y que el valor de los tulipanes cayó estrepitosamente en febrero de 1637; la explosión de la burbuja no afectó tanto la economía de los Países Bajos, ni tampoco a la mayor parte de su sociedad. Hay exageración en cuanto a los precios y al mito que se suicidaron arrojándose a los canales de Amsterdam. Tampoco habría existido alguna intervención "estatal". Los perdedores, como generalmente ocurre habrían sido un puñado de especuladores. El relato principal del mito provendría de Charles Mackay, quien a su vez se basa en cuadros, poesías y canciones populares de burla que se compusieron en la época.

## Videojuegos
El videojuego Age of Empires III presenta una referencia a la Tulipomanía, concretamente, la facción de los holandeses tienen la posibilidad de usar una carta llamada Especulación con tulipanes. En la versión del 2007 del juego, Especulación con tulipanes existía la posibilidad de mandar una fábrica al nuevo mundo; ahora en la versión actual Age of Empires III Definitive Edition solo se incrementa la producción de monedas de los bancos.